# Andriej Kostriczkin
Andriej Aleksandrowicz Kostriczkin (ros. Андрей Александрович Костричкин; ur. 11 sierpnia?/24 sierpnia 1901 w Sankt-Petersburgu, zm. 28 lutego 1973 w Leningradzie) – radziecki aktor filmowy i teatralny, uhonorowany tytułem Zasłużonego Artysty RFSRR w 1935 roku. Pojawił się w ponad 50 filmach w latach 1925-1971. Był mężem aktorki Janiny Żejmo, ich córką jest Janina Kostriczkina.

## Filmografia
- 1925: Miszka walczy z Judeniczem jako detektyw
- 1926: Czarcie koło
- 1926: Płaszcz jako Akaki Akakiewicz Baszmaczkin
- 1927: Sojusz wielkiej sprawy jako służący Medoksa
- 1927: Braciszek
- 1929: Czarny żagiel
- 1934: Car Szaleniec
- 1946: Guramiszwili jako chemik
- 1947: Pirogow
- 1961: Dwa życia jako maszynista
- 1966: Królowa śniegu jako dziadek